# Tammar Luxoro
Tammar Luxoro (né à Gênes le 11 février 1825 et mort dans la même ville le 25 novembre 1899) est un peintre paysagiste italien et l'un des fondateurs de la Société de promotion des beaux-arts de Gênes qui joue un rôle important dans la diffusion de l'École grise, inscrite dans le contexte historique de l'unification italienne. 

## Biographie
Né à Gênes, en 1825, Tammar Luxoro s'inscrit à l'Accademia ligustica di belle arti, dans sa villa natale, en 1842, où il suit les cours du paysagiste Domenico Pasquale Cambiaso. En 1849, il fonde, avec d'autres, la Société de promotion des beaux-arts, dans le but de faire connaître des artistes méritants à la ville et qui joue un rôle important dans la diffusion de l'École grise. Luxoro est une figure clé de la nouvelle manière gênoise de peindre, en opposition avec les vues conservatrices.
Il est en contact avec des artistes de différents courants, et s'intéresse particulièrement à la peinture paysagère du Suisse Alexandre Calame. Sa rencontre en 1854 avec Antonio Fontanesi est décisive. Luxoro dirige également ses élèves Alfredo d'Andrade et Ernesto Rayper vers le style pictural de Fontanesi et ils fondent plus tard, vers 1863, avec lui l'école grise génoise.
Les idées innovantes de Tammar Luxoro, qui voulait enseigner la peinture « en plein air », se heurtent aux idées conservatrices et classicisantes de Giuseppe Isola, directeur de l'école académique de relief et de dessin de nu. À la fin des années 1860, Luxoro fréquente occasionnellement l'école de Rivara qui prône, lors de séances de peinture en plein air, les échanges entre les jeunes artistes au sujet de la manière de peindre la nature. L'abandon de la composition ou l'absence de recherche d'un élément attrayant du paysage représenté sont favorisés lors de ces séances. Le style de Luxoro combine les éléments du védutisme au réalisme.
Tammar Luxoro s'est également consacré à la protection et de la restauration des monuments historiques génois, occupant le poste d'inspecteur royal des fouilles et des monuments de Gênes. Il se dispute avec Giuseppe Isola qui souhaite la démolition de l'avant-corps du Palais San Giorgio de Gênes, considéré comme un obstacle à la circulation.

## Galerie
- L'Entella, intra Siestri e Chiavari s'aduna una fiumana bella, 1863.

Galleria d'arte moderna (Gênes).

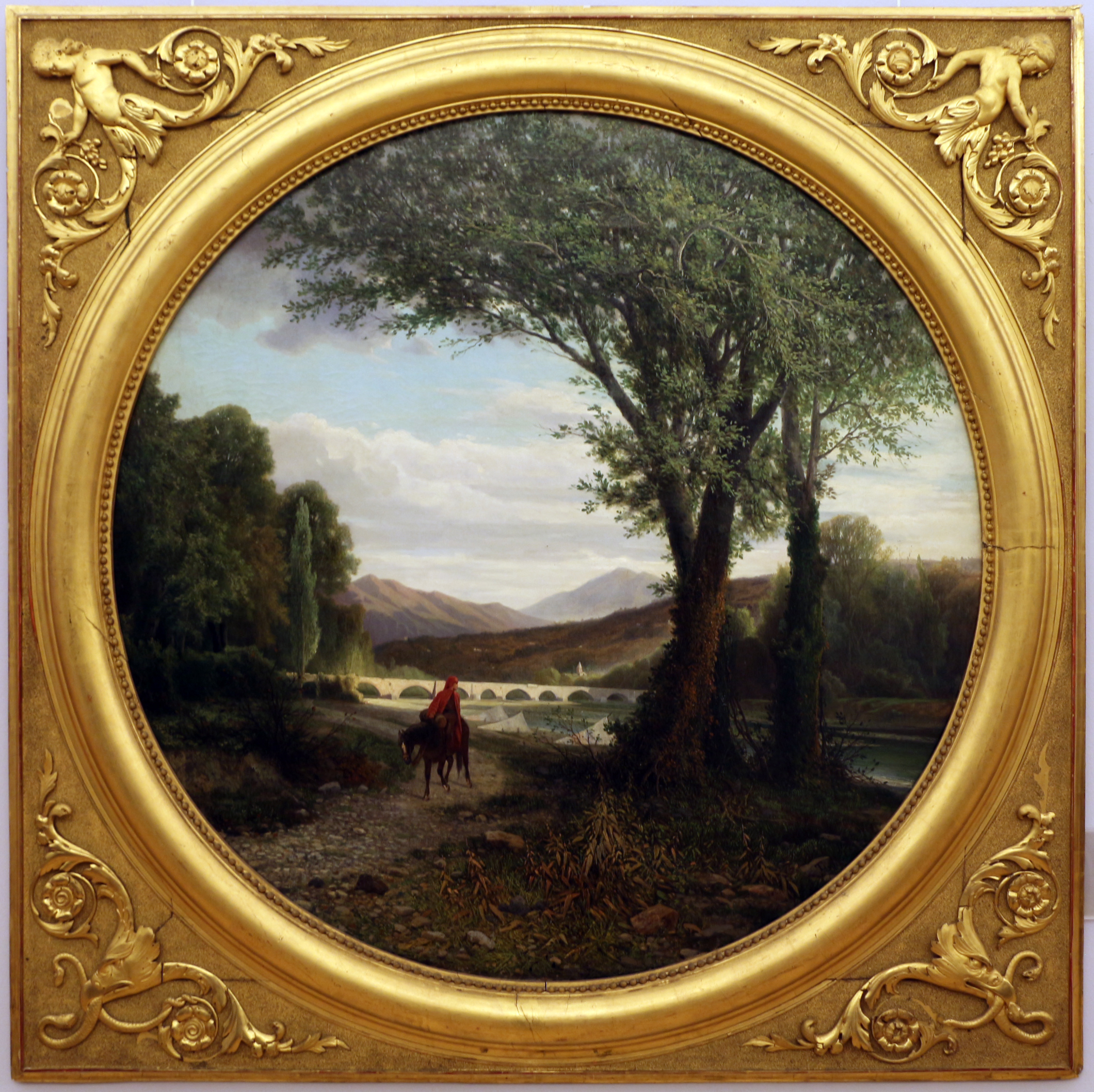
L'Entella, intra Siestri e Chiavari s'aduna una fiumana bella, 1863. Galleria d'arte moderna (Gênes).
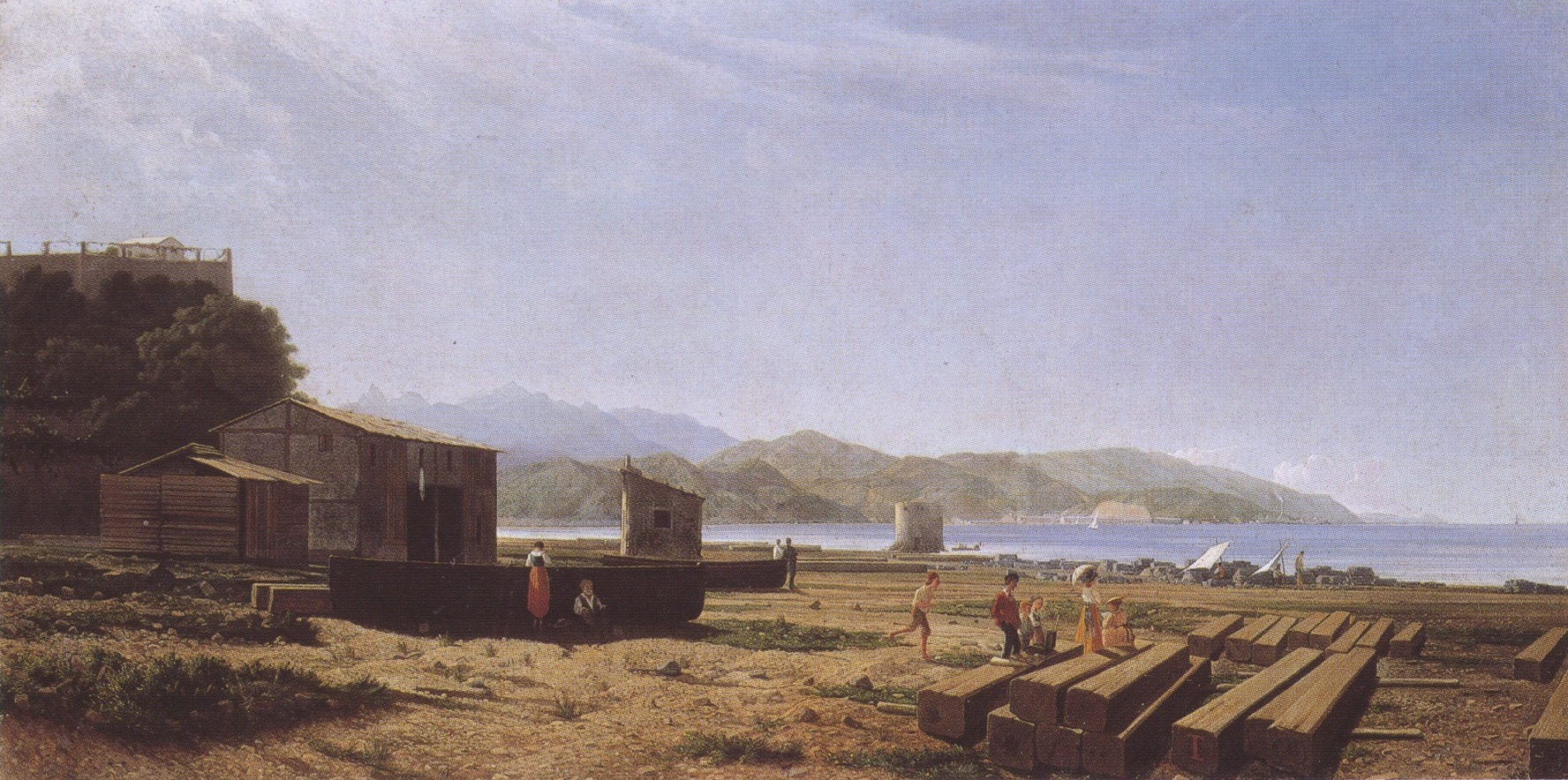
Il golfo di Spezia, 1864-1867.
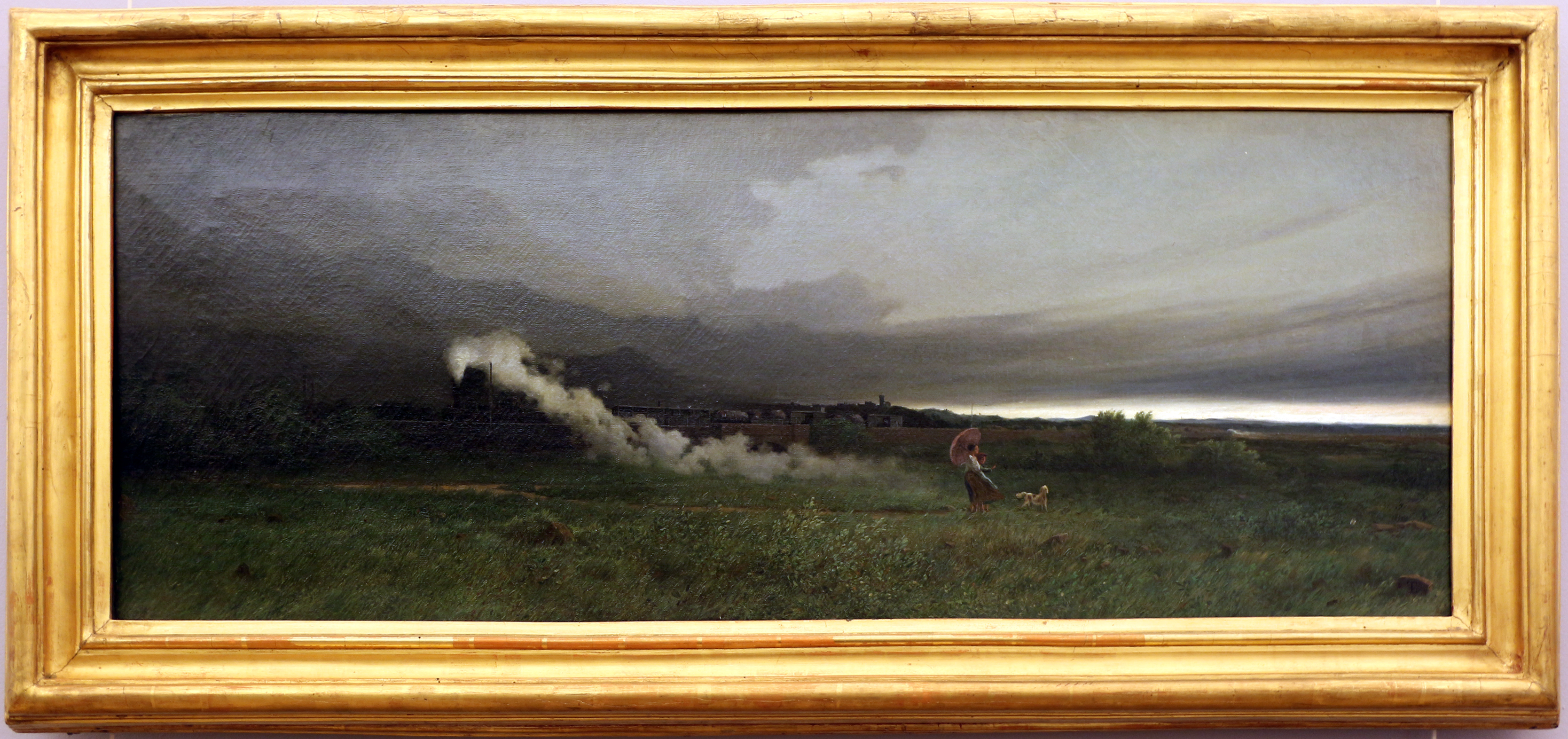
La via ferrata, 1889.

Galleria d'arte moderna (Gênes).